# Kościół św. Stanisława Biskupa Męczennika w Podhorcach
Kościół św. Stanisława Biskupa Męczennika – rzymskokatolicki kościół w Podhorcach, filia parafii Miłosierdzia Bożego w Gozdowie. 

## Historia
Kościół w Podhorcach został przeniesiony prawdopodobnie ze Starego Sioła-Miłkowa i poświęcony w 1957. Znajduje się na miejscu poprzedniej świątyni rzymskokatolickiej - dawnej cerkwi Przemienienia Pańskiego z XVIII w.. Od 1998 jest to filia parafii w Gozdowie. Po tej dacie świątynię gruntownie wyremontowano.
Z dawnej cerkwi przetrwała wolno stojąca dzwonnica również wybudowana w XVIII w., konstrukcji słupowo-ramowej, czworoboczna i oszalowana, obecnie (XXI w.) użytkowana jako salka katechetyczna. Dzwony kościelne zawieszone są na metalowej konstrukcji w sąsiedztwie zabytkowej dzwonnicy. 
Na terenie otaczającym świątynię znajdował się dawniej unicki, następnie prawosławny cmentarz, z którego przetrwały pojedyncze nagrobki.

## Architektura
Kościół wzniesiony jest na planie prostokąta o wymiarach 16,91 na 6,05 metra. Prostokątna jest nawa, przed nią znajduje się przedsionek, prezbiterium zamknięte jest trójbocznie, po jego obydwu stronach dobudowane są zakrystie. Jest to budowla konstrukcji zrębowej. We wnętrzu kościoła znajduje się nowy ołtarz z obrazem Matki Boskiej zasuwany obrazem patrona. W prezbiterium znajdują się również ołtarze Najświętszego Serca Jezusa i św. Stanisława Kostki, zaś na ścianach bocznych wizerunki św. brata Alberta i bł. Karoliny Kózkówny. W kruchcie natomiast znajduje się starszy obraz Wniebowzięcia Najświętszej Maryi Panny, Jezusa Miłosiernego oraz krucyfiks.